# Kasteel van Ardooie
Het kasteel van Ardooie is een kasteel in de Belgische gemeente Ardooie. Het is in classicistische stijl opgetrokken op het einde van de 18e eeuw. Het ligt naast provinciaal domein 't Veld, het eigenlijke kasteeldomein van 28 hectare, is privé en niet toegankelijk voor het publiek. Het kasteel was vroeger ook bekender onder de naam het Kasteel de Jonghe d' Ardoye.

## Geschiedenis
Het kasteel werd opgetrokken op het einde van de 18de eeuw in (neo)classicistische stijl en werd bewoond door de Heer van Ardooie, die zich ook wat chiquer d'Ardoye liet noemen. In 1984 werd het een beschermd monument en het is nog steeds privébezit.

## Ligging
Het kasteel ligt in de Kasteelstraat in Ardooie, een zijstraat van de N50 op de grens met de gemeente Meulebeke aan de rand van het bos 't Veld (44 ha) dat beschikt over 3 vijvers, waarvan één visvijver, en een cafetaria met speeltuin, de "Keunepupe" genoemd en verschillende wandelpaden. De plaats is ook een trefpunt van verschillende lokale fietsroutes zoals de Ardooise Veldroute, de Weverijroute, Berenroute. Ook de Molenland-autoroute leidt er langs.